# Communauté de communes du Pays-de-Sainte-Hermine
La communauté de communes du Pays-de-Sainte-Hermine est une ancienne structure intercommunale à fiscalité propre française située dans le département de la Vendée et la région des Pays-de-la-Loire.
Créée le 1er janvier 1993, elle disparaît le 31 décembre 2016 à la suite de la création de Sud-Vendée-Littoral, entité résultant de la fusion de la communauté de communes avec celles des Isles-du-Marais-Poitevin, du Pays-Mareuillais et du Pays-Né-de-la-Mer.

## Composition
Elle comprenait les communes suivantes :
| Nom                                 | Code Insee | Gentilé         | Superficie (km2) | Population (dernière pop. légale) | Densité (hab./km2) |
| ----------------------------------- | ---------- | --------------- | ---------------- | --------------------------------- | ------------------ |
| Sainte-Hermine (siège)              | 85223      | Herminois       | 34,47            | 2 884 (2015)                      | 84                 |
| La Caillère-Saint-Hilaire           | 85040      | Caillerots      | 15,28            | 1 112 (2015)                      | 73                 |
| La Chapelle-Thémer                  | 85056      | Théméraires     | 15,10            | 379 (2015)                        | 25                 |
| La Jaudonnière                      | 85115      | Jaudoins        | 8,27             | 621 (2015)                        | 75                 |
| La Réorthe                          | 85188      | Réorthais       | 23,88            | 1 101 (2015)                      | 46                 |
| Saint-Aubin-la-Plaine               | 85199      | Saint-Aubinois  | 11,63            | 529 (2015)                        | 45                 |
| Saint-Étienne-de-Brillouet          | 85209      | Stéphanois      | 18,93            | 590 (2015)                        | 31                 |
| Saint-Jean-de-Beugné                | 85233      | Beugnolais      | 13,36            | 597 (2015)                        | 45                 |
| Saint-Juire-Champgillon             | 85235      | Saint-Juiriens  | 20,75            | 404 (2015)                        | 19                 |
| Saint-Martin-Lars-en-Sainte-Hermine | 85248      | Saint-Martinois | 18,81            | 414 (2015)                        | 22                 |
| Sainte-Gemme-la-Plaine              | 85216      | Gemmois         | 35,52            | 2 054 (2015)                      | 58                 |
| Thiré                               | 85290      | Thiréens        | 11,60            | 567 (2015)                        | 49                 |

## Administration

### Siège
Le siège de la communauté de communes se situe au 22, route de Nantes, à Sainte-Hermine.

### Présidence
| Période    | Période          | Identité         | Étiquette | Qualité                                                                                                  |
| ---------- | ---------------- | ---------------- | --------- | --- |
| Hiver 1993 | 31 décembre 2016 | Norbert Barbarit | DVD       | Maire de Sainte-Hermine (1989-2008) Conseiller général, élu dans le canton de Sainte-Hermine (2004-2015) |

## Compétences
La communauté de communes agit dans les domaines suivants : 
- le développement économique ;
- l’aménagement de l’espace ;
- la protection et mise en valeur de l’environnement ;
- la politique du logement et du cadre de vie ;
- la construction, l’entretien et le fonctionnement d’équipements sportifs, culturels et scolaires.

## Historique
La communauté de communes a été créée par arrêté préfectoral du 28 décembre 1992 avec 11 communes du canton de Sainte-Hermine. La commune de Sainte-Gemme-la-Plaine a rejoint l’ensemble au 31 décembre 2002 par arrêté préfectoral du 20 décembre.
Par arrêté du 8 décembre 2008, Saint-Juire-Champgillon intègre la communauté de communes au 1er janvier 2009.